# Daniela Samulski

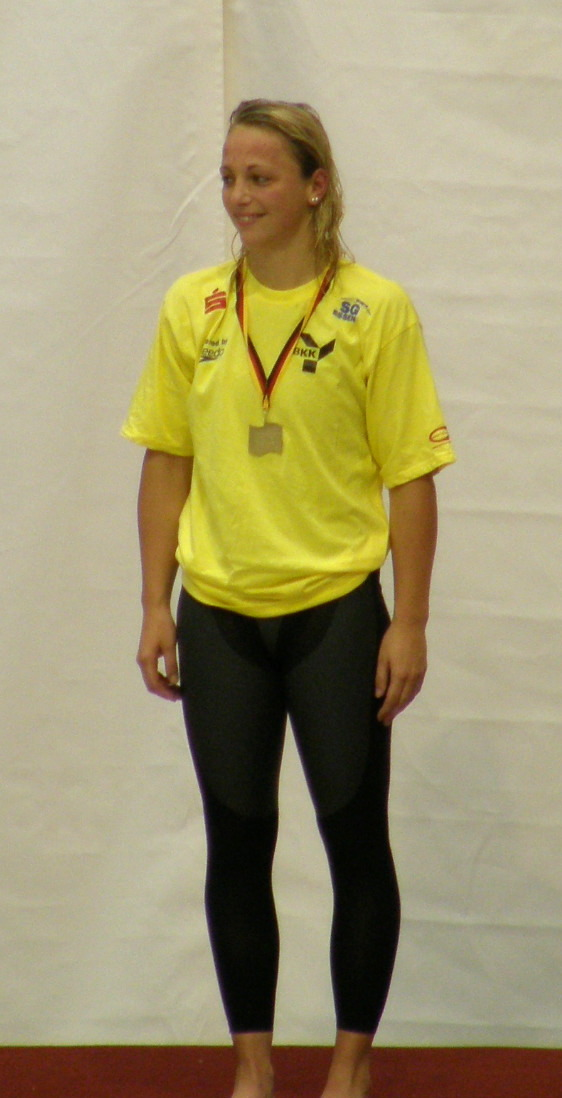
Daniela Samulski 2009.

Daniela Samulski, gift Schwienke, född 31 maj 1984 i Berlin, död 22 maj 2018 i Berlin, var en tysk simmare. 
Hon deltog vid Olympiska sommarspelen 2000 i Sydney och Olympiska sommarspelen 2008 i Beijing. Vid tyska mästerskapen 2009 vann hon fem guldmedaljer. 
Hon avled 33 år gammal i cancer.